# Jan Stenerud
Jan Stenerud (26 de noviembre de 1942) es un exjugador de fútbol americano de la NFL, que jugó para los Kansas City Chiefs (1967–1979), Green Bay Packers (1980–1983), y para los Minnesota Vikings (1984–1985). Es unos de los dos pateadores en ser incluidos en el Salón de la Fama del Fútbol Americano Profesional, junto con Morten Andersen.
Stenerud se crio en Noruega, y se mudó a Estados Unidos al obtener una beca deportiva de saltos de esquí en la Universidad Estatal de Montana. A fines de 1964, el entrenador de baloncesto de la universidad lo vio patear una pelota de fútbol americano hábilmente y le avisó al entrenador de fútbol americano. Stenerud  comenzó a entrenar en fútbol americano, y en la primavera anotó un gol de campo de 59 yardas. Fue nombrado All-American de la temporada 1966 en fútbol americano y saltos de esquí.
Se graduó de la universidad en 1967 y fue contratado por los Kansas City Chiefs de la American Football League. Como novato, anotó el 58 % de goles de campo, incluyendo uno de 54 yardas.  Luego promedió 75 % de goles de campo en 1968, 77 % en 1969 y 71 %  en 1970. En el Super Bowl IV de la temporada 1969, anotó un gol de campo de 48 yardas, el más largo de la historia del Super Bowl hasta 1994.
A lo largo de su carrera profesional, Stenerud anotó 373 de 558 goles de campo (66.8 %), incluyendo 77 de 150 intentos de 40-49 yardas y 17 de 64 intentos de más de 50 yardas, así como 580 puntos extra en 601 intentos.